# Дент (округ, Міссурі)
Шаблон:StateAbbr_ 37°36′24″ пн. ш. 91°30′28″ зх. д. / 37.60663° пн. ш. 91.50788° зх. д.
Округ  Дент (англ. Dent County) — округ (графство) у штаті Міссурі, США. Ідентифікатор округу 29065.

## Історія
Округ утворений 1851 року.

## Демографія
За даними перепису 
2000 року 
загальне населення округу становило 14927 осіб, зокрема міського населення було 5012, а сільського — 9915.
Серед мешканців округу чоловіків було 7246, а жінок — 7681. В окрузі було 5982 домогосподарства, 4278 родин, які мешкали в 6994 будинках.
Середній розмір родини становив 2,9.
Віковий розподіл населення поданий у таблиці:
| Стать    | До 15 років | 15-21 | 22-29 | 30-39 | 40-49 | 50-65 | 65-85 | Понад 85 |
| -------- | ----------- | ----- | ----- | ----- | ----- | ----- | ----- | -------- |
| Чоловіки | 1558        | 707   | 573   | 940   | 1048  | 1277  | 1021  | 122      |
| Жінки    | 1477        | 679   | 626   | 982   | 1070  | 1341  | 1255  | 251      |

## Суміжні округи
- Кроуфорд — північний схід
- Айрон — південний схід
- Рейнольдс — південний схід
- Шеннон — південь
- Техас — південний захід
- Фелпс — північний захід

## Виноски
1. ↑  U.S. Decennial Census. United States Census Bureau. Архів оригіналу за 26 квітня 2015. Процитовано 15 листопада 2014.
2. ↑  Historical Census Browser. University of Virginia Library. Архів оригіналу за 11 серпня 2012. Процитовано 15 листопада 2014.
3. ↑  Population of Counties by Decennial Census: 1900 to 1990. United States Census Bureau. Архів оригіналу за 3 грудня 2014. Процитовано 15 листопада 2014.
4. ↑  Census 2000 PHC-T-4. Ranking Tables for Counties: 1990 and 2000 (PDF). United States Census Bureau. Архів оригіналу (PDF) за 18 грудня 2014. Процитовано 15 листопада 2014.
5. ↑  State & County QuickFacts. United States Census Bureau. Архів оригіналу за 7 червня 2011. Процитовано 8 вересня 2013.(англ.) Наведено за англійською вікіпедією.
6. ↑  American FactFinder. Бюро перепису населення США. Архів оригіналу за 21 травня 2008. Процитовано 31 січня 2008.

| США | Це незавершена стаття з географії США. Ви можете допомогти проєкту, виправивши або дописавши її. |